# Koeleria cheesemanii
Koeleria cheesemanii là một loài thực vật có hoa trong họ Hòa thảo. Loài này được (Hack.) Petrie mô tả khoa học đầu tiên năm 1916.